# 1255 en santé et médecine
| Années de la santé et de la médecine : 1252 - 1253 - 1254 - 1255 - 1256 - 1257 - 1258    |
| Décennies de la santé et de la médecine : 1220 - 1230 - 1240 - 1250 - 1260 - 1270 - 1280 |

Cet article présente les faits marquants de l'année 1255 en santé et médecine.

## Événements

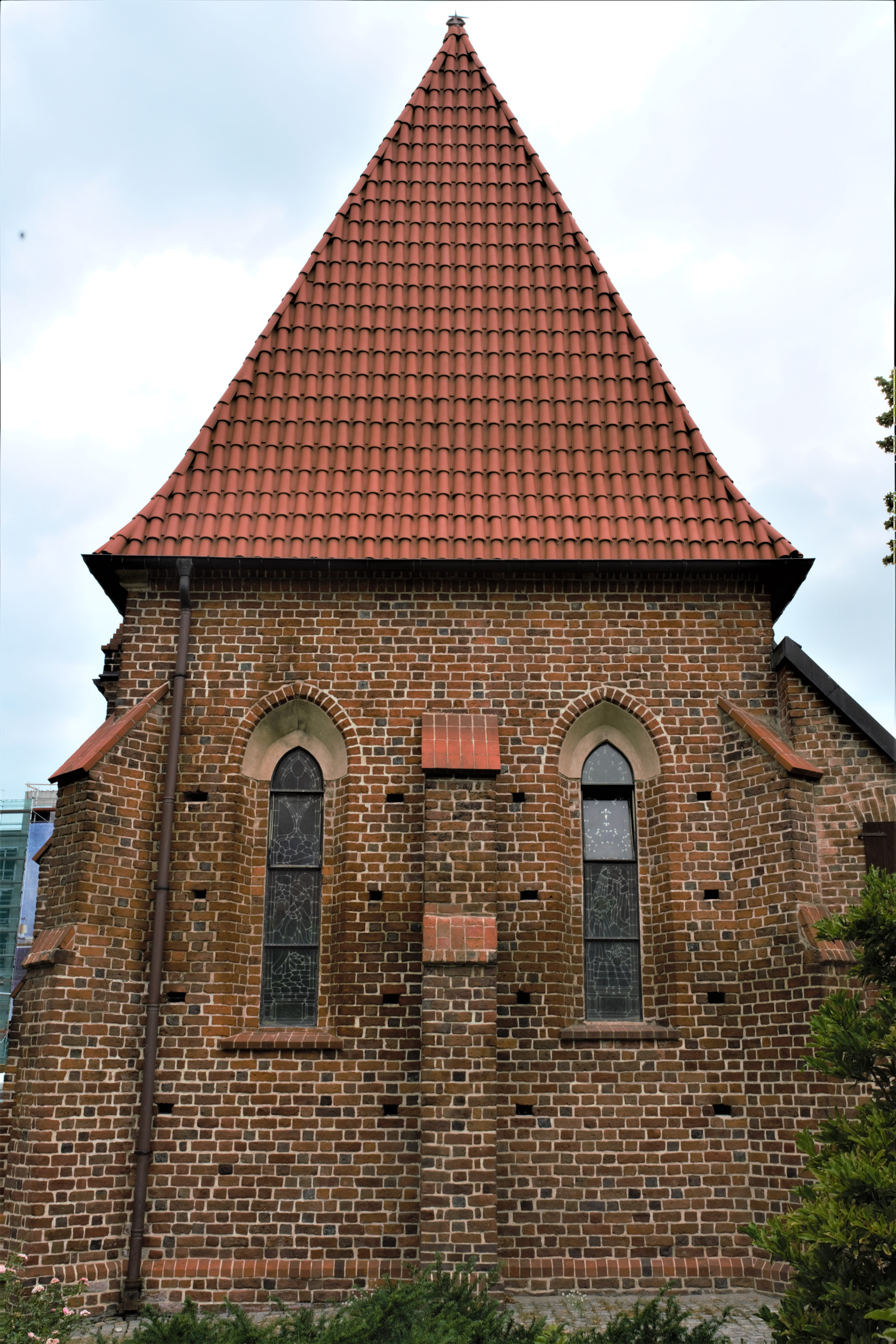
Vratislavie
Église Saint-Lazare.

- 11 avril : ayant adopté la règle de saint Augustin, les chevaliers lépreux de l'ordre de Saint-Lazare sont reconnus comme hospitaliers par une bulle du pape Alexandre IV[1].

- Fondation de l'hospice civil de Colmar[2].
- Première mention de l'hôpital Saint-Thomas (St. Thomas' Hospital) à Sittingbourne dans le Kent en Angleterre[3].
- « La « charité légale » demeure en général inconnue au Moyen Âge », et la diète de Worms fait exception quand elle décrète « que l'on érigera dans chacune des villes alliées un hospice pour les pauvres » et qu'on lèvera un impôt à cette fin[4].
- Une commission est mise en place à Florence pour enquêter sur les hôpitaux de la ville et du contado et les usurpations de leurs droits de propriété par des particuliers, et pour vérifier si ces hôpitaux remplissent les obligations pour lesquelles ils ont été fondés[5].
- Vers 1255 :
  - Le De animalibus, commentaire d'Albert le Grand sur la zoologie d'Aristote, « qui est en même temps une zoologie, une anatomie, une physiologie, une embryologie, etc. », est introduit dans l'enseignement de la faculté des arts de Paris[6],[7].
  - Gérard de Moret, abbé de Saint-Germain-des-Près, fonde « une maison de convalescence pour les religieux de son abbaye[8] ».

## Publication
- Sous le titre de Colliget, Bonacossa, médecin juif de Padoue, traduit en latin le traité des « généralités de la médecine » (Kitâb al-kulliyât fî l-tibb[9]) d'Averroès[10].

## Personnalités
- Fl. Aubry (jusqu'en 1275[11]), Lambert[12] et Lucas[12], médecins à Wissous dans l'actuel département de l'Essonne.
- Fl. Étienne Vermeil, clerc et médecin au Puy[11].
- Fl. Léon, médecin juif autorisé à séjourner à Saint-Macaire par le prince Édouard, fils d'Henri III, roi d'Angleterre[12].
- Fl. Philippe, barbier à Orléans[12].
- 1255-1271 : fl. Anselme, médecin, censier de l'abbaye Saint-Jean de Laon[11].

## Naissance
- 18 janvier[13] : Robert Le Febvre (mort après 1309), médecin des rois de France Philippe III et Philippe IV et de la reine Jeanne de Navarre[12].

## Décès
- 20 mai : Robert de Douay (né à une date inconnue), médecin de Saint Louis et de Marguerite de Provence[14].
- Avant 1255 : Vincent (né à une date inconnue), médecin, propriétaire d'un bien qui, après sa mort, revient au chapitre de Notre-Dame de Paris[12].